# CDUR
CDUR ist eine Abkürzung für Citation, Dissemination, Use und Research einer Prozedur zur Bewertung wissenschaftlicher Software.